# Alicia mirabilis
Alicia mirabilis är en havsanemonart som beskrevs av Johnson 1861. Alicia mirabilis ingår i släktet Alicia och familjen Aliciidae. Inga underarter finns listade i Catalogue of Life.

## Bildgalleri

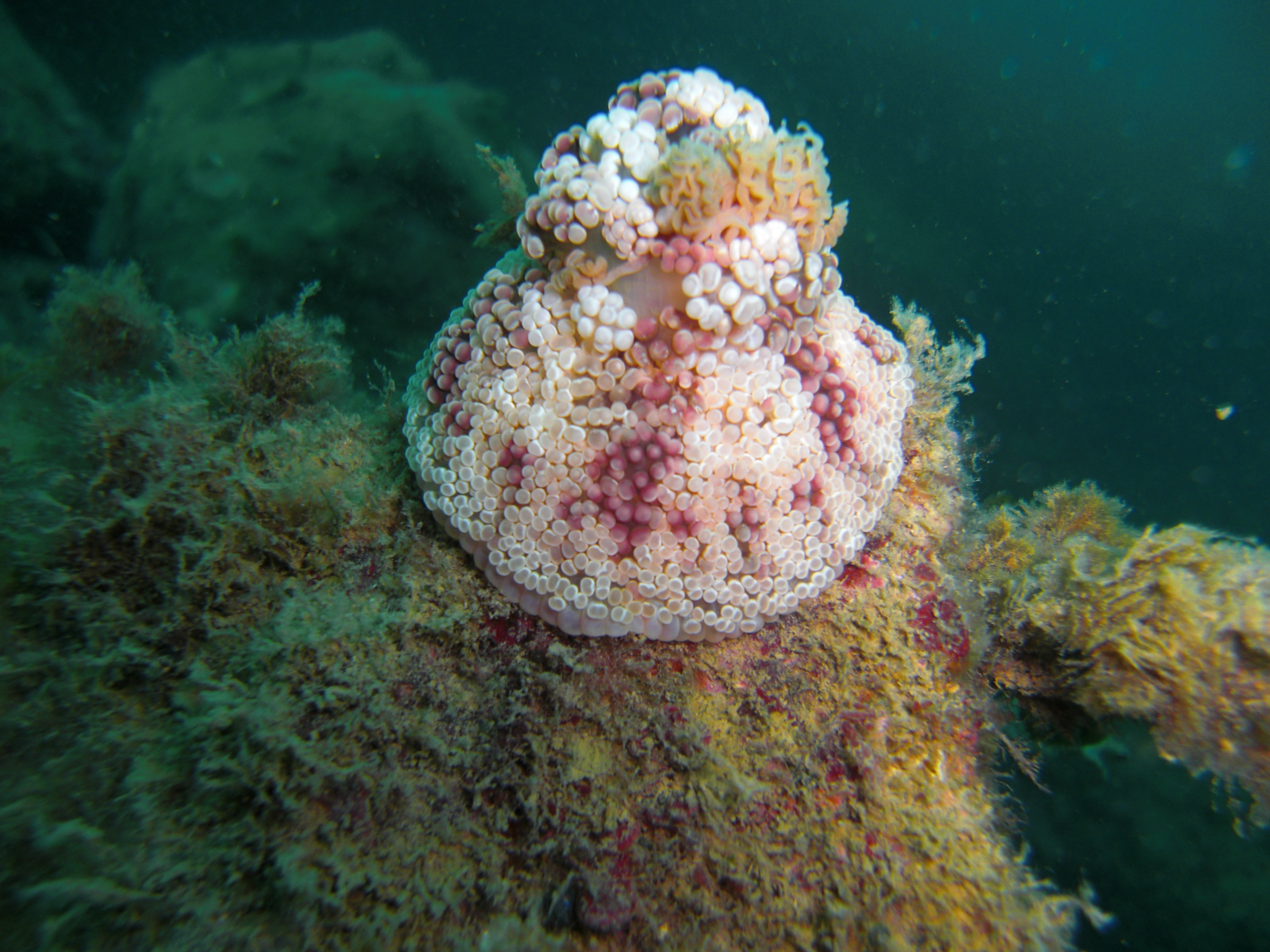
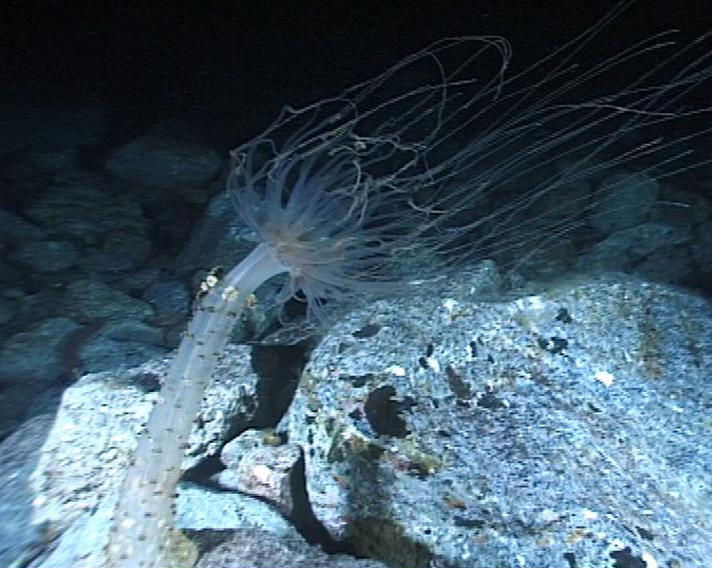